# Gerald J. Boileau

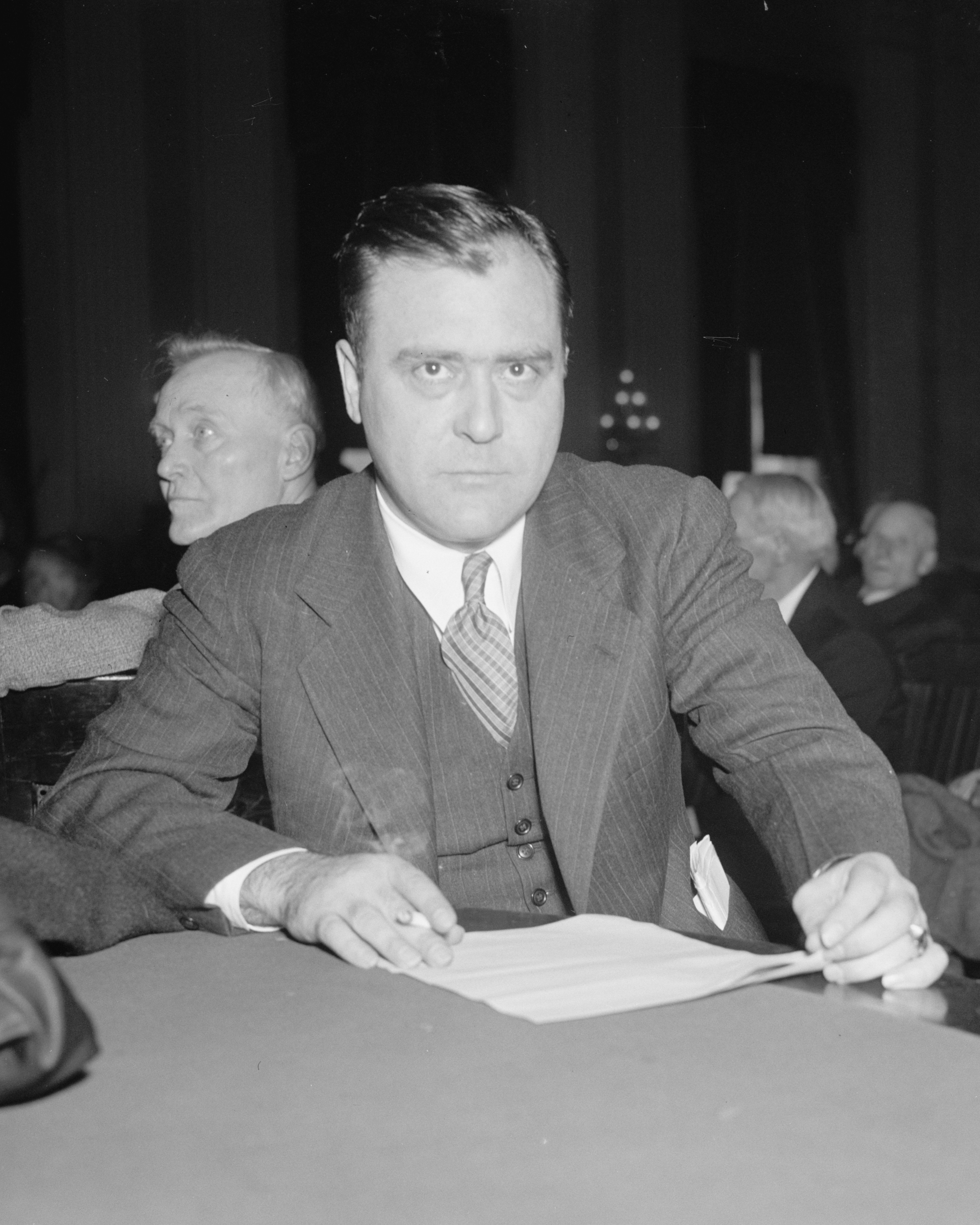
Gerald J. Boileau

Gerald John Boileau (* 15. Januar 1900 in Woodruff, Oneida County, Wisconsin; † 30. Januar 1981 in Wausau, Wisconsin) war ein US-amerikanischer Politiker. Zwischen 1931 und 1939 vertrat er den Bundesstaat Wisconsin im US-Repräsentantenhaus.

## Werdegang
Im Jahr 1909 kam Gerald Boileau nach Minocqua, wo er die öffentlichen Schulen besuchte. Während des Ersten Weltkrieges diente er als Soldat einer Artillerieeinheit in der US Army. Dabei war er in Europa im Einsatz. Nach einem anschließenden Jurastudium an der Marquette University in Milwaukee und seiner im Jahr 1923 erfolgten Zulassung als Rechtsanwalt begann er in Wausau in seinem neuen Beruf zu arbeiten. Von 1926 bis 1931 war er im dortigen Marathon County Bezirksstaatsanwalt.
Politisch war Boileau zunächst Mitglied der Republikanischen Partei. Im Jahr 1928 war er Delegierter zur Republican National Convention in Kansas City, auf der Herbert Hoover als Präsidentschaftskandidat der Partei nominiert wurde. Bei den Kongresswahlen des Jahres 1930 wurde er im achten Wahlbezirk von Wisconsin in das US-Repräsentantenhaus in Washington, D.C. gewählt, wo er am 4. März 1931 die Nachfolge von Edward E. Browne antrat. Im Jahr 1932 wurde er im siebten Distrikt erneut als republikanischer Kandidat gewählt. Am 4. März 1933 löste er Gardner R. Withrow ab, der diesen Bezirk bis dahin im Kongress vertreten hatte. Während dieser Legislaturperiode wechselte Boileau zur Wisconsin Progressive Party. Als deren Kandidat wurde er in den Jahren 1934 und 1936 jeweils bestätigt. Insgesamt absolvierte er zwischen 1931 und 1939 vier Legislaturperioden im Kongress. Im Jahr 1933 wurden dort der 20. und der 21. Verfassungszusatz in Kraft gesetzt. Seit 1933 wurden viele der New-Deal-Gesetze der Bundesregierung im Repräsentantenhaus beraten und verabschiedet.
1938 und 1940 bewarb sich Boileau erfolglos um seinen Verbleib bzw. seine Rückkehr in den Kongress. Zwischenzeitlich praktizierte er wieder als Anwalt. Im Jahr 1942 wurde er Richter im 16. Gerichtsbezirk von Wisconsin. Dieses Amt bekleidete er bis 1970. Danach war er bis 1974 noch Bezirksrichter im Milwaukee County. Anschließend zog sich Gerald Boileau in den Ruhestand zurück, den er in Wausau verbrachte, wo er am 30. Januar 1981 auch verstarb.